# 가니 얄루즈
압델가니 "가니" 얄루즈(프랑스어: Abdelghani "Ghani" Yalouz, 1968년 1월 28일~)는 프랑스의 레슬링 선수이다. 1996년 하계 올림픽 그레코로만형 라이트급에서 은메달을 획득했다.